# Volkswagen Eurovan (T5/T6)
Volkswagen Eurovan (T5/T6, type 7H/7J) er en bilmodel fra Volkswagen Erhvervsbiler. Modellen kom oprindeligt på markedet i februar 2003 som T5, men blev med det store facelift i juli 2015 omdøbt til T6. Den findes som varebil og minibus.

## Konstruktion
Ligesom forgængeren er T5 udstyret med tværliggende frontmotor og forhjulstræk. De stærkere motorer kan som ekstraudstyr leveres med automatgear eller firehjulstræk. Den joystickagtige gearstang er integreret i instrumentbrættet og betjener gearkassen gennem snore.
Bilen er udstyret med separate hjulophæng på for- og bagaksen. Forakslen er forbundet til chassiet med en hjælperamme, og består af MacPherson-ophæng og trekantstværled nederst samt en stabilisator. Bagakslen er udført med skråled og separate støddæmpere.
Bremsesystemet har på både for- og baghjul indvendigt ventilerede skivebremser. Styretøjet er af tandstangstypen med hydraulisk servostyring.
Modellen fremstilles i Hannover-Stöcken samt i polske Poznań. For autocamperversionen Californias vedkommende ombygges basisbilen (fra Hannover-Stöcken) til autocamper i Hannover-Limmer.
Modelprogrammet består af varebilen Transporter og personbilsversionerne. Transporter findes som kombi, kassevogn, ladvogn, dobbeltkabine eller chassis (til specialopbygninger). Personbilsversionerne hedder Caravelle, Multivan og California. Caravelle er basismodellen og Multivan topmodellen, mens California er en autocamper.
T5/T6 er den første generation af Transporter, der som følge af manglende godkendelse ikke eksporteres til USA.
Siden slutningen af 2006 har dieselmodellerne kunnet leveres med partikelfilter (DPF).
De finere modeller Caravelle, Multivan og California adskiller sig udvendigt fra den simplere Transporter gennem kromlisterne udvendigt på bilen.
T5 bød kun på få tekniske nyheder i forhold til T4. Alle dieselmotorer var nu udstyret med pumpe/dyse-indsprøjtningssystem og turbolader. Knastakselstyringen på de femcylindrede dieselmotorer blev ændret fra den skrøbelige tandrem til tandhjulsdrev. De fem- og sekscylindrede modeller kunne nu som ekstraudstyr leveres med automatgear eller firehjulstræk, som ligesom på Volkswagens personbilsmodeller hedder 4Motion. Dermed blev den gamle Syncro-teknik med Haldexkobling afløst af den mere moderne 4Motion-teknologi med Viskokobling.

## Modeller
- Volkswagen Multivan Startline med reduceret standardudstyr
- En T5 fra det tyske politi
- En T5 fra Bundeswehr
- T5 som kassevogn og minibus
- Akutbil fra Berliner Feuerwehr
- Akutbil fra ASB Graz med højt tag
- T5 dobbeltkabine med lad
- T5 med specialopbygning som skraldebil i Prag
- Minibus på basis af T5, fremstillet af Kutsenits
- Autocamper på basis af T5
- Instrumentbræt i Multivan

## Facelifts

### T5 2009
I efteråret 2009 blev T5 modificeret. Ud over et facelift med nye bredere forlygter, ny kølergrill, kofangere og sidespejle var der også nyheder i teknik og kabine.
Dieselmotorerne blev alle afløst af en ny 2,0-litersmotor med commonrail-indsprøjtning, som fandtes i flere forskellige effekttrin mellem 62 kW (84 hk) og 132 kW (180 hk) med turbo hhv. biturbo. Partikelfilter var nu standardudstyr, og alle versioner opfyldt Euro5-normen. Benzinmotoren med 85 kW (115 hk) fortsatte uændret, mens den hidtidige 3,2-liters V6-motor blev afløst af en turboladet 2,0-liters benzinmotor (TSI) i to forskellige effekttrin. Modellen kunne for første gang leveres med 7-trins DSG-gearkasse.
Den faceliftede Transporter blev af Motorjournalisternes Klub Danmark kåret til Årets Varebil i Danmark 2010.
- Volkswagen Caravelle TDI (2009−2015)
- Bagfra
- Volkswagen Multivan Edition 25 (2011−2015)
- Bagfra

### T6 2015
Den af Volkswagen som "ny" markedsførte T6 er et kraftigt facelift af T5.
Udvendigt blev motorhjelm, forskærme, kofanger, forlygter, baglygter og bagklap modificeret. I kabinen kom der et nyt instrumentbræt, et nyt rat og nye kørselshjælps- og infotainmentsystemer.
Alle motorer i personbilsversionerne opfylder nu Euro6-normen. Dertil er dieselmotorerne udstyret med selektiv katalytisk reduktion. AdBlue-tanken kan rumme 13 liter, hvilket giver en rækkevidde på ca. 7.000 km. Transporter kan dog fortsat leveres med Euro5-motorer og uden selektiv katalytisk reduktion.
- Volkswagen T6 Multivan (2015−2019)
- Bagfra

### T6.1 2019
- Volkswagen T6.1 Multivan (2019−)
- Bagfra

## Markedsføring og versioner
Topmodellen i Multivan-serien bærer navnet Multivan Business. Bilen koster fra 120.000 € og opefter, og er som standard udstyret med bixenonforlygter, navigationssystem, klimaautomatik, elektrisk skydedør, enkeltsæder i fuldt læder, entertainmentsystem og diverse trædele.
Mellem september 2005 og juli 2007 var specialmodellen Sport Edition på markedet. Denne på Multivan Highline baserede model havde som standard 18" AZEV-fælge. Derudover havde Sport Edition xenonforlygter, specielle fodmåtter, emblemer under sidespejlene og bagpå, et sølvfarvet indlæg på gearstangen (kun på forhjulstrukne versioner) og en trinbelysning med skrifttrækket Sport Edition. Udover de kendte metalfarver (sølv, sort og grå) kunne specialmodellen også leveres i den nye farve Samoarød perleeffekt. Interiøret udmærkede sig hovedsageligt gennem det antracitfarvede læderindtræk, som i midten havde farven Grenadine. Kabinen kunne udstyres med enten seks enkeltsæder eller et trepersoners bænksæde og to enkeltsæder. SportEdition fandtes med de femcylindrede TDI-motorer med 96 kW (130 hk) og 128 kW (174 hk) samt V6-benzinmotoren med 173 kW (235 hk) (som 4Motion kun med manuel gearkasse).
Da Multivan blev endnu dyrere på grund af øget komfortudstyr, og da Volkswagen i det lave prissegment for MPV'er tabte endnu flere markedsandele, kom der også billigere indstigningsmodeller (Multivan Beach og Multivan Startline) med reduceret udstyrsomfang (ulakerede kofangere, stålfælge, intet klimaanlæg, simplere instrumentbræt osv.).
Siden midten af 2007 har Volkswagen tilbudt Multivan med forlænget akselafstand (3400 mm). Derved vokser bilens længde til op til 5292 mm (ladvogn op til 5476 mm).

## Motorer
| Model         | Cylindre | Ventiler | Slagvolume cm³ | Max. effekt kW (hk) / omdr. | Max. drejningsmoment Nm / omdr. | Motorkode   | Byggeår          |
| ------------- | -------- | -------- | -------------- | --------------------------- | ------------------------------- | ----------- | ---------------- |
| Benzinmotorer |          |          |                |                             |                                 |             |                  |
| 2.0           | 4        | 8        | 1984           | 85 (115) / 5200             | 170 / 2700 − 4700               | AXA         | 2/2003 − 12/2013 |
| 2.0 TSI       | 4        | 16       | 1984           | 110 (150) / 3750 − 6000     | 280 / 1500 − 3750               | CJKB        | 6/2012 −         |
| 2.0 TSI       | 4        | 16       | 1984           | 150 (204) / 4200 − 6000     | 350 / 1500 − 4000               | CJKA        | 6/2011 −         |
| 3.2           | 6        | 24       | 3189           | 173 (235) / 6200            | 315 / 2950                      | BDL / BKK   | 2/2003 − 8/2009  |
| Dieselmotorer |          |          |                |                             |                                 |             |                  |
| 1.9 TDI       | 4        | 8        | 1896           | 63 (86) / 3500              | 200 / 2000                      | AXC         | 2/2003 − 8/2009  |
| 1.9 TDI DPF   | 4        | 8        | 1896           | 62 (84) / 3500              | 200 / 2000                      | BRR         | 12/2006 − 8/2009 |
| 1.9 TDI       | 4        | 8        | 1896           | 77 (105) / 3500             | 250 / 2000                      | AXB         | 2/2003 − 8/2009  |
| 1.9 TDI DPF   | 4        | 8        | 1896           | 75 (102) / 3500             | 250 / 2000                      | BRS         | 12/2006 − 8/2009 |
| 2.0 TDI DPF   | 4        | 16       | 1968           | 62 (84) / 3500              | 220 / 1250 − 2500               | CAAA        | 8/2009 −         |
| 2.0 TDI DPF   | 4        | 16       | 1968           | 75 (102) / 3500             | 250 / 1500 − 2500               | CAAB        | 8/2009 −         |
| 2.0 TDI DPF   | 4        | 16       | 1968           | 84 (114) / 3500             | 250 / 1500 − 2750               |             | 6/2011 − 7/2015  |
| 2.0 TDI DPF1  | 4        | 16       | 1968           | 100 (136) / 3500            | 340 / 1750 − 2500               | CCHB / CAAE | 8/2009 −         |
| 2.0 TDI DPF   | 4        | 16       | 1968           | 103 (140) / 3500            | 340 / 1750 − 2500               | CCHA / CAAC | 8/2009 −         |
| 2.0 TDI DPF   | 4        | 16       | 1968           | 110 (150) / 3500 − 4000     | 340 / 1500 − 2500               |             | 7/2015 −         |
| 2.0 BiTDI DPF | 4        | 16       | 1968           | 132 (180) / 4000            | 400 / 1500 − 2000               | CFCA        | 8/2009 −         |
| 2.0 BiTDI DPF | 4        | 16       | 1968           | 150 (204)                   | 450 / 1400 − 2000               |             | 7/2015 −         |
| 2.5 TDI       | 5        | 10       | 2461           | 96 (130) / 3500             | 340 / 2000                      | AXD / BNZ   | 2/2003 − 8/2009  |
| 2.5 TDI       | 5        | 10       | 2461           | 128 (174) / 3500            | 400 / 2000                      | AXE / BPC   | 2/2003 − 8/2009  |

## Specialmodeller af Multivan og udstyrspakker: Logoer
I 2011 kom specialmodellen Transporter Rockton på basis af T5 på markedet. Til specialudstyret hører blandt andet 16" ballondæk, samt en ca. 30 mm hævet undervogn og firehjulstræk. Dermed skulle T5 blive terrænegnet. Rockton drives af en 2,0-liters TDI-motor med 103 kW (140 hk) eller 132 kW (180 hk).
- Volkswagen T5 Multivan Atlantis
- Volkswagen T5 Multivan Beach
- Volkswagen T5 Multivan Cruise
- Volkswagen T5 Multivan Startline
- Volkswagen T5 Multivan California Sonora